# Take a Minute
Take a Minute — двадцятий студійний альбом англійської групи Smokie, який був випущений 9 серпня 2010 року.

## Композиції
1. Take a Minute – 3:55
2. Sally's Song (The Legacy Goes On) – 3:50
3. If I Can't Love You – 3:40
4. Let's Do It Again – 3:31
5. Nothing Hurts Like a Broken Heart – 3:21
6. Celtic Days – 2:56
7. Friends Will Be Friends – 3:24
8. The Biggest Lie – 4:18
9. I Don't Want to Lose You – 3:03
10. Can't Change the Past – 3:37
11. This is Wot I Did – 3:32
12. 'Til the Grass Grows over Me – 3:29

## Склад
- Майк Крафт - вокал
- Террі Аттлі - бас та бек-вокал
- Мартін Буллард - синтезатор
- Мік МакКоннелл - гітара
- Стів Піннелл - ударні та перкусія
- Алан Сілсон - соло-гітара, акустична гітара, бек-вокал